# Liessies
Liessies és un municipi francès, situat a la regió dels Alts de França, al departament del Nord. L'any 2006 tenia 207 habitants. Es troba a 110 km de Lilla, Brussel·les (Bèlgica o Reims (Marne), a 55 km de Valenciennes, Mons (B), 40 km de Charleroi (B), a 14 km d'Avesnes-sur-Helpe i a 10 km de Fourmies.

## Demografia
| 1962                                       | 1968 | 1975 | 1982 | 1990 | 1999 | 2006 |
| ------------------------------------------ | ---- | ---- | ---- | ---- | ---- | ---- |
| 615                                        | 638  | 597  | 513  | 531  | 501  | 531  |
| Des de 1962: població sense dobles comptes |      |      |      |      |      |      |

## Administració
| Període   | Identitat        | Partit |
| --------- | ---------------- | ------ |
| 2001-2008 | Jean Bethencourt |        |
| 2008-     | Alain Richard    |        |